# Castro dei Volsci
Castro dei Volsci là một đô thị có 5000 dân ở tỉnh Frosinone trong vùng Lazio, có vị trí cách khoảng 90 km về phía đông nam của Roma và khoảng 14 km về phía đông nam của Frosinone.
Castro dei Volsci giáp các đô thị: Amaseno, Ceccano, Ceprano, Falvaterra, Lenola, Pastena, Pofi, Vallecorsa, Villa Santo Stefano.